# Sechs unter einem Dach
Sechs unter einem Dach  (Originaltitel: Get Real) ist eine US-amerikanische Familienserie aus dem Jahr 1999 mit insgesamt 22 Folgen. Die Serie war Anne Hathaways Durchbruch als Schauspielerin.

## Handlung
Mitch (Jon Tenney) und Mary Green (Debrah Farentino), die sich schon seit Highschool Zeiten kennen und lieben, leben mit ihren drei Kindern, der 17-jährigen Meghan (Anne Hathaway), dem 16-jährigen Cameron (Eric Christian Olsen) und dem 15-jährigen Kenny (Jesse Eisenberg) sowie Marys verwitweter Mutter Elizabeth (Christina Pickles), unter einem Dach. Da das Zusammenleben von drei Generationen nicht immer einfach ist und sich zudem die drei Kinder langsam zu Erwachsenen entwickeln bleiben Konflikte auch in dieser Serie nicht aus. Meghan, eine gute Schülerin, durchlebt eine rebellische Phase und weigert sich aufs College zu gehen, Cameron durchlebt gerade die Pubertät und Bruder Kenny beginnt sich langsam für das andere Geschlecht zu interessieren. Mary zweifelt am häuslichen Eheglück und offenbart sich ihrer Mutter Elizabeth.

## Geschichte
Sechs unter einem Dach (Get Real) war eine hochgelobte Serie, die vom 8. September 1999 bis zum 12. April 2000 eher erfolglos auf Fox in den USA lief, so dass die Serie nach nur 22 Folgen eingestellt werden musste. Folge 21 und Folge 22 blieben in den USA unausgestrahlt, da die Serie vorzeitig aus dem Programm genommen wurde. Die deutsche Erstausstrahlung lief vom 3. Dezember 2002 bis zum 31. Dezember 2002 auf VOX.